# کاتارینا لیندنر
کاتارینا لیندنر (انگلیسی: Katharina Lindner؛ ۳ سپتامبر ۱۹۷۹ – ۹ فوریهٔ ۲۰۱۹) بازیکن فوتبال اهل آلمان بود.
از باشگاه‌هایی که در آن بازی کرده‌است می‌توان به باشگاه فوتبال آینتراخت فرانکفورت (زنان) اشاره کرد.